# Azoia de Cima e Tremês
Azoia de Cima e Tremês (llamada oficialmente União das Freguesias de Azoia de Cima e Tremês) es una freguesia portuguesa del municipio y distrito de Santarém.

## Historia
Fue creada el 28 de enero de 2013 en aplicación de una resolución de la Asamblea de la República de Portugal promulgada el 16 de enero de 2013 con la unión de las freguesias de Azoia de Cima y Tremês, pasando su sede a estar situada en la antigua freguesia de Tremês.

## Demografía
| Gráfica de evolución demográfica de Azoia de Cima e Tremês entre 2011 y 2021 |
|                                                                              |
| Datos según el nomenclátor publicado por el INE portugués.                   |